# NGC 3839
NGC 3839 este o sub-millimetric source⁠(d) situată în constelația Leul. A fost descoperită în 19 aprilie 1882 de către Édouard Stephan⁠(d). Se află la o distanță de 60,81 de megaparseci de Pământ.